# Xine
xine — медиаплеер с открытым исходным кодом, написан как разделяемая библиотека (xine-lib), которая поддерживает многочисленные фронтенды (xine-ui). Другой важной функцией xine является возможность ручной корректировки синхронизации аудио- и видеопотоков (клавиша «N» замедляет, а «M» — ускоряет аудиопоток по отношению к видеопотоку). xine использует библиотеки из других проектов liba52, libmpeg2, FFmpeg, libmad, FAAD2 и Ogle. Может использовать библиотеку libdvdcss для доступа к зашифрованным DVD-Video. Также возможно использование windows-кодеков для воспроизведения некоторых медиаформатов, не поддерживаемых самой программой.

## Поддерживаемые форматы медиафайлов
- Физические носители: CDs, DVDs, Video CDs
- Форматы-контейнеры: 3gp, AVI, ASF, FLV, Matroska, MOV (QuickTime), MP4, NUT, Ogg, OGM, RealMedia
- Видеокодеки: 3ivx, Cinepak, DivX, DV, H.263, H.264, HuffYUV, Indeo, MJPEG, MPEG-1, MPEG-2, MPEG-4, RealVideo, Sorenson, Theora, WMV, XviD
- Аудиокодеки: AAC, AC3, ALAC, AMR, FLAC, MP3, RealAudio, Shorten, Speex, Vorbis, WMA

## Интерфейсы
- aaxine — консольный ASCII art-интерфейс.
- Kaffeine — мультимедиа-проигрыватель для среды KDE
- Amarok — аудиопроигрыватель для среды KDE, использующий xine-lib как один из движков для воспроизведения
- xine-ui
- xine-plugin — плагин для браузера
- GNOME Videos — мультимедиа-проигрыватель для среды GNOME
- gxine — мультимедиа-проигрыватель с интерфейсом, основанным на GTK